# Моноліт-Б

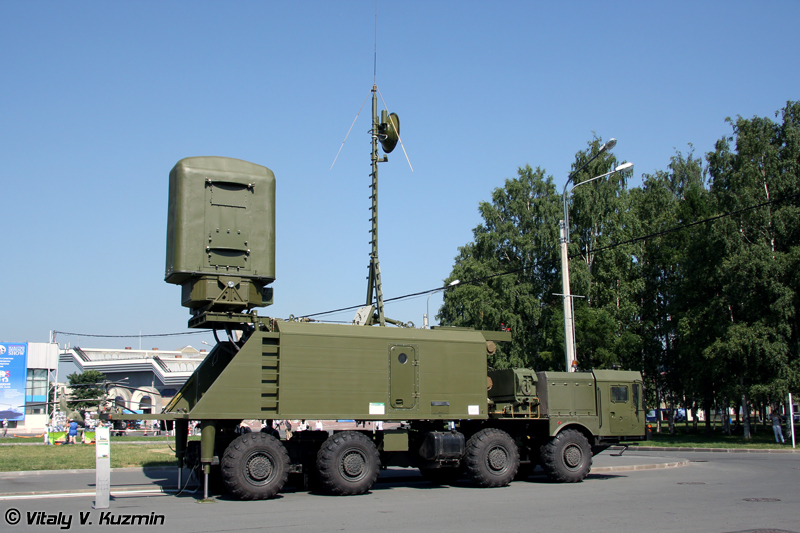
Моноліт-Б на Міжнародному військово-морському салоні МВМС-2011.

Моноліт-Б — російський мобільний береговий комплекс радіорозвідки.

## Загальні відомості
Розробник — Калузький приладобудівний завод «Тайфун» (входить до концерну «Морінфосистема-Агат»).
Комплекс вперше представлений широкому загалу на виставці МВМС-2019.
«Моноліт-Б» у модульному виконанні легко транспортується, підходить під різні шасі, швидко розгортається і може функціонувати як у самохідному, так і стаціонарному виконанні.
У самохідному виконанні екіпаж комплексу — 5 осіб. У возимому і стаціонарному — 4 людини.
Комплекс розвідки повітряної та надводної обстановки «Моноліт-Б» призначено для дальнього загоризонтного виявлення і супроводу надводних і повітряних цілей із використанням власних засобів активної та пасивної радіолокації.
Складається з двох ідентичних постів виявлення і цілевказівки, один з яких є Центральним об'єктом комплексу, інший — Периферійним об'єктом комплексу.
Систему управління засобами реалізовано із застосуванням цифрових методів передавання всіх видів повідомлень, автоматизованого встановлення зв'язку, обробки повідомлень та їхнього розподілу, засекречування інформації з гарантованою стійкістю.
Комплекс встановлений на базі самохідного шасі високої прохідності та возимого виконання, наявність приладів нічного бачення, апаратури навігації, топографічної прив'язки та орієнтування дозволяє комплексу у будь-який час доби за будь-яких погодних умов швидко змінювати бойові позиції, а також здійснювати перебазування на нові позиції.
Комплекс оснащений високоточними активними та пасивними каналами радіолокаційного виявлення, які дозволяють здійснювати гнучку стратегію виявлення цілей. Прихованість виявлення та супроводу цілей досягається застосуванням завадозахищеного КРК «Мінерал-МЕ» у пасивному режимі виявлення цілей, а також застосуванням малопотужних радіолокаційних сигналів в активному режимі виявлення цілей. Передбачено можливість одержання оперативної інформації від вищих командних пунктів та зовнішніх засобів розвідки та цілевказівки.

## Технічні характеристики

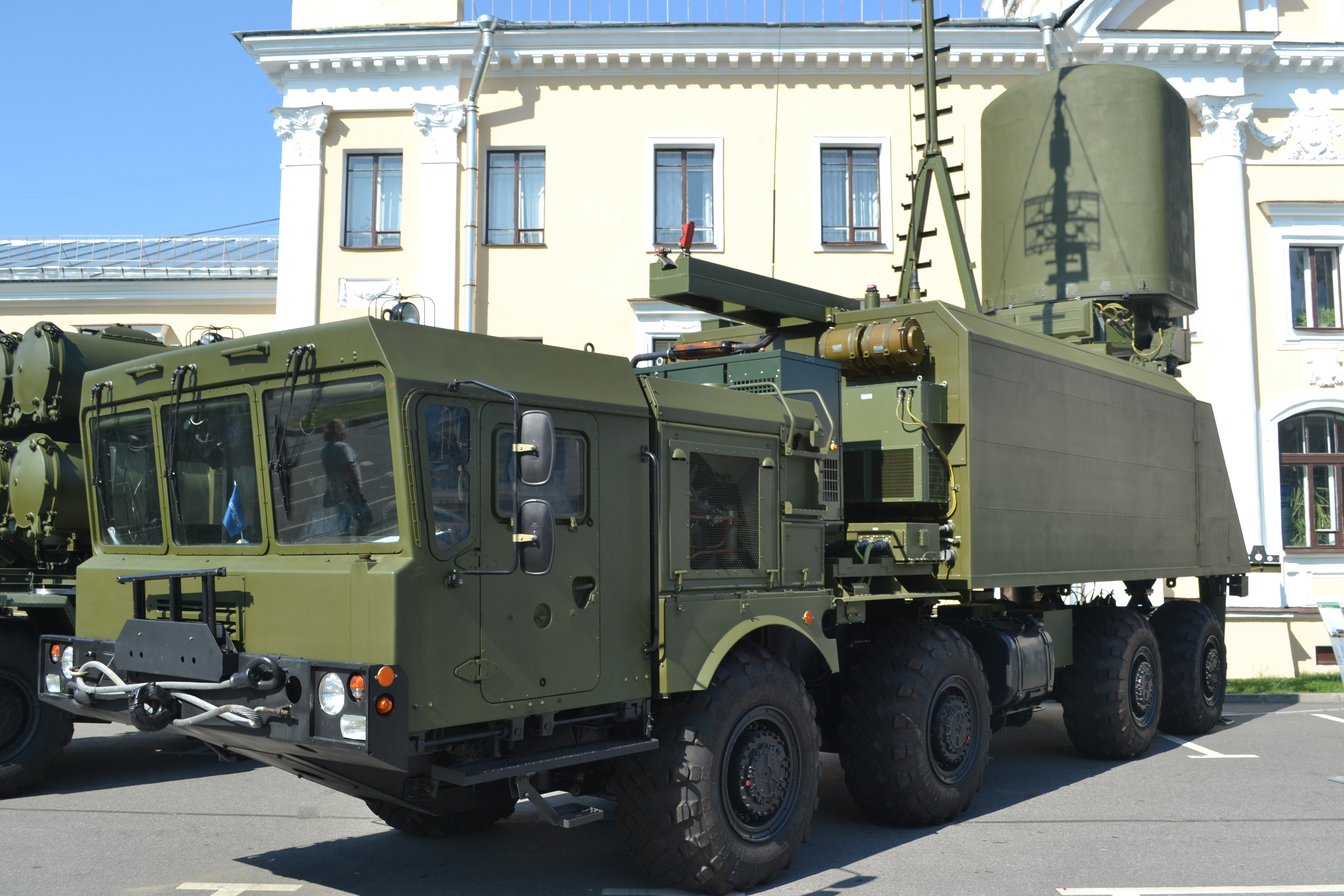
Моноліт-Б.

Дальність виявлення надводних цілей активної РЛС, км:
- у нормальних умовах поширення хвиль при розташуванні антени на висоті 9-12 м над рівнем моря — 35 км;
- в умовах наявності приводного хвилеводу — 90-100 км;
- в умовах надрефракції — до 250 км.

Дальність виявлення надводних цілей пасивною РЛС — до 450 км. Максимальна дальність дії станції взаємного обміну інформацією та взаємного орієнтування (ВЗОІ-ГЛЯД) — 0,2…30 км.
Максимальна кількість цілей, що супроводжуються:
- активної РЛС — 30
- пасивної РЛС у режимі виявлення — 50
- пасивної РЛС у режимі вироблення даних ЦУ — 10

Максимальна кількість цілей, що обробляються станцією ВЗОІ-ГЛЯД — 200